# Municipio de Sidney (Dakota del Norte)
El municipio de Sidney (en inglés: Sidney Township) es un municipio ubicado en el condado de Towner en el estado estadounidense de Dakota del Norte. En el año 2010 tenía una población de 48 habitantes y una densidad poblacional de 0,42 personas por km².

## Geografía
El municipio de Sidney se encuentra ubicado en las coordenadas 48°56′10″N 99°19′00″O / 48.93611, -99.31667. Según la Oficina del Censo de los Estados Unidos, el municipio tiene una superficie total de 114.89 km², de la cual 113,9 km² corresponden a tierra firme y (0,86 %) 0,99 km² es agua.

## Demografía
Según el censo de 2010, había 48 personas residiendo en el municipio de Sidney. La densidad de población era de 0,42 hab./km². De los 48 habitantes, el municipio de Sidney estaba compuesto por el 93,75 % blancos, el 6,25 % eran amerindios. Del total de la población el 0 % eran hispanos o latinos de cualquier raza.